# Списък на похитителите от атентатите на 11 септември 2001
Рано сутринта на 11 септември 2001 19 терористи от организацията ал-Кайда, въоръжени с ножове и други остри предмети, отвличат 4 пътнически самолета, за да ги блъснат в правителствени сгради в САЩ. Отвлечени са полет 11 на American Airlines, полет 175 на United Airlines, полет 77 на American Airlines и полет 93 на United Airlines.

## Самоличност на похитителите

### Полет 11 (удря Северната кула)
Самолетът излита в 07:59 сутринта, в 08:13 е отвлечен от петима терористи и в 08:46 удря Северната кула на Световния търговски център. Похитителите са:
| Име                | Възраст | Държава          | Портрет | Бележки |
| ------------------ | ------- | ---------------- | ------- | --- |
| Мохамед Ата        | 33      | Египет           |         | Лидер, ръководил атаките. Пилот на самолета, обучавал се в САЩ. Учил медицина в Германия през 90-те. Знае английски.                                                             |
| Абдулазиз ал-Омари | 22      | Саудитска Арабия |         | Имам в родната си Саудитска Арабия. Пристига в САЩ през юни 2001. |
| Уаил ал-Шехри      | 28      | Саудитска Арабия |         | Работи като учител, по-късно заминава в Афганистан, където тренира в лагер на ал-Кайда от март до октомври 2000.                                                                 |
| Уалид ал-Шехри     | 22      | Саудитска Арабия |         | Брат на Уаил. Двамата се бият срещу руснаците в Чечня. |
| Сатам ал-Суками    | 25      | Саудитска Арабия |         | Между него и Ата и ал-Омари стои пътникът Дейниъл Люин, когото ал-Суками наръгва, когато опитва да нападне Ата и ал-Омари. Личната му карта е намерена сред отломките на кулата. |

Кулата рухва в 10:28.

### Полет 175 (удря Южната кула)
Минута след като полет 11 е отвлечен, полет 175 излита – 08:14. Отвлечен е от петима терористи в 08:42 и удря Южната кула на СТЦ в 09:03. Похитителите са:
| Име             | Възраст | Държава                    | Портрет | Бележки |
| --------------- | ------- | -------------------------- | ------- | --- |
| Маруан ал-Шехи  | 23      | Обединени арабски емирства |         | Пилот на самолета. Мести се от ОАЕ в Германия през 1996, където става приятел с Мохамед Ата, Зиад Джара и Рамзи ал-Шиб (който е в Гуантанамо Бей от 2002), които сформират Хамбургската клетка. |
| Файез Банихамад | 24      | Обединени арабски емирства |         | |
| Моханд ал-Шехри | 22      | Саудитска Арабия           |         | Стои до Банихамад в самолета; на 10 септември 2001 споделя хотелска стая с Файез Банихамад, Маруан ал-Шехи и Сатам ал-Суками.                                                                   |
| Хамза ал-Гамди  | 20      | Саудитска Арабия           |         | |
| Ахмед ал-Гамди  | 22      | Саудитска Арабия           |         | Брат на Хамза. |

Кулата рухва в 09:59.

### Полет 77 (удря Пентагона)
Самолетът излита в 08:20. Отвлечен е от петима терористи в 08:50. Удря Пентагона в 09:37. Похитителите са:
| Име             | Възраст | Държава          | Портрет | Бележки |
| --------------- | ------- | ---------------- | ------- | --- |
| Хани Ханджур    | 29      | Саудитска Арабия |         | Учил английски език и пилотиране на самолет (за което има сертификат) успоредно. Според Халид Шейх Мохамед лично Осама бин Ладен или Мохамед Атеф е избрал Ханджур за участник в атентатите.                                                                                             |
| Халид ал-Михдар | 26      | Саудитска Арабия |         | Заподозрян от ЦРУ, след като е сниман с член на ал-Кайда. ЦРУ не е уведомило ФБР за влизането на ал-Михдар и Науаф ал-Хазми в САЩ, но ал-Мидар започва да бъде следен през август 2001. Смята се, че Халид Шейх Мохамед е искал да премахне или замени ал-Михдар от бъдещите похитители. |
| Маджед Мокед    | 24      | Саудитска Арабия |         | Учил е право и е споделял стая със Сатам ал-Суками; двамата влизат в ал-Кайда през 1999. След май 2001 с Файез Банихамад, Маруан ал-Шехи и Сатам ал-Суками пътува в Кънектикът с ван. |
| Науаф ал-Хазми  | 25      | Саудитска Арабия |         | Заедно с Халид ал-Мидар се бие срещу сърбите, после се бие срещу Северния съюз в Афганистан. |
| Салем ал-Хазми  | 20      | Саудитска Арабия |         | Брат на Науаф. Най-младият от участниците. |

### Полет 93 (цел:Белият домилиКапитолий)
Самолетът излита в 08:42. Отвлечен е в 09:27. В 09:57 пътниците, водени от Тод Биймър, започват бунт срещу терористите. В 10:03 самолетът пада в нива в щата Пенсилвания.
| Име              | Възраст | Държава          | Портрет | Бележки |
| ---------------- | ------- | ---------------- | ------- | --- |
| Зиад Джара       | 26      | Ливан            |         | Спряган за единствен от похитителите, който е имал съмнение относно плановете за атака. Вербуван лично от Осама бин Ладен през 1999. |
| Ахмед ал-Хазнауи | 20      | Саудитска Арабия |         | Бие се срещу руснаците в Чечня. Смята се, че бомбата (която терористите са твърдели, че имат) е била в него. |
| Ахмед ал-Нами    | 23      | Саудитска Арабия |         | Става хаджия, преди да започне да тренира в лагер на ал-Кайда. Той е другият терорист, за който се спекулира, че е била бомбата. |
| Саед ал-Гамди    | 21      | Саудитска Арабия |         | Заедно с Ахмед ал-Нами и братята Уаил и Уалид ал-Шехри се вричат в Джихада през пролетта на 2000 на церемония, водена от Уаил; през март 2001 много от бъдещите похитители участват в прощално видео, в което се заклеват да станат мъченици. |